# Quintanilla del Coco (kommunhuvudort)
Quintanilla del Coco är en kommunhuvudort i Spanien.   Den ligger i provinsen Provincia de Burgos och regionen Kastilien och Leon, i den centrala delen av landet, 170 km norr om huvudstaden Madrid. Quintanilla del Coco ligger 960 meter över havet och antalet invånare är 104.
Terrängen runt Quintanilla del Coco är kuperad österut, men västerut är den platt. Runt Quintanilla del Coco är det mycket glesbefolkat, med 3 invånare per kvadratkilometer. Närmaste större samhälle är Salas de los Infantes, 19,5 km öster om Quintanilla del Coco. 